# Gunnar Johansson (skådespelare)
Fritz Gunnar Johansson, född 29 december 1925 i Porjus i Norrbottens län, död 29 maj 1998 i Uppsala, var en svensk skådespelare.
Gunnar Johansson är gravsatt i minneslunden på Uppsala gamla kyrkogård.

## Filmografi
- 1948 – Janne Vängmans bravader
- 1949 – Tull-Bom
- 1949 – Pappa Bom
- 1949 – Janne Vängman på nya äventyr
- 1950 – Medan staden sover